# Municipio de Rossville
El municipio de Rossville (en inglés: Rossville Township) es un municipio ubicado en el condado de Shawnee en el estado estadounidense de Kansas. En el año 2010 tenía una población de 1907 habitantes y una densidad poblacional de 14,25 personas por km².

## Geografía
El municipio de Rossville se encuentra ubicado en las coordenadas 39°9′43″N 95°57′56″O / 39.16194, -95.96556. Según la Oficina del Censo de los Estados Unidos, el municipio tiene una superficie total de 133.8 km², de la cual 131,5 km² corresponden a tierra firme y (1,72 %) 2,31 km² es agua.

## Demografía
Según el censo de 2010, había 1907 personas residiendo en el municipio de Rossville. La densidad de población era de 14,25 hab./km². De los 1907 habitantes, el municipio de Rossville estaba compuesto por el 92,55 % blancos, el 0,47 % eran afroamericanos, el 3,15 % eran amerindios, el 0,26 % eran asiáticos, el 1,89 % eran de otras razas y el 1,68 % eran de una mezcla de razas. Del total de la población el 6,19 % eran hispanos o latinos de cualquier raza.